# Lucignolo (programma televisivo)
Lucignolo è stato un rotocalco televisivo andato in onda su Italia 1 dal 23 marzo 2003 al 7 ottobre 2007, come rubrica del telegiornale Studio Aperto, e dal 22 giugno al 14 settembre 2008 sotto la testata giornalistica Videonews. Nella stagione 2013-2014 il programma è stato riproposto con il nome di Lucignolo 2.0.

## Il programma
Il programma era un settimanale di approfondimento che trattava diversi argomenti di attualità del mondo dei giovani, fatto di eccessi e follie, di mode e manie, di divertimento e di ribellione. Il tutto era commentato da una voce fuori campo, chiamata esattamente come il titolo del programma televisivo (la voce è Maurizio Trombini).

## Storia
Fin dalla sua nascita è andato in onda in seconda serata in primavera. Da giugno fino ad agosto il programma va in onda in prima serata con il titolo di Lucignolo Bellavita e si incentra di più sul gossip e intrattenimento, ma l'attualità è comunque trattata in forma minore. La sigla del programma è Smoke on the Water dei Deep Purple.
Se prima il programma era nato come rubrica del telegiornale Studio Aperto, nell'estate del 2008 subisce un cambio di testata: la trasmissione diventa indipendente e passa sotto la guida della testata giornalistica autonoma Videonews (diretta da Claudio Brachino). Viene confermata anche in questa edizione come inviata Melita Toniolo che ha svolto, proprio come nell'edizione 2007, il ruolo di "Diavolita". Nuove figure aggiuntive sono invece quella del maestro di seduzione che è stato interpretato da Roberto Mercandalli (concorrente del Grande Fratello 8) e delle Luci's Angels Lisa Dalla Via, la gatta del metrò, e Marianne Puglia, Miss Venezuela, le quali hanno posato per l'omonimo calendario 2009. Inoltre, come annunciato dal direttore del programma, Claudio Brachino, in ogni puntata è stato proposto un ospite speciale che ha condotto la serata insieme a Lucignolo.
La prima puntata ha avuto come ospite Anna Falchi, la seconda Belén Rodríguez, la terza Alba Parietti, la quarta Beppe Braida, la quinta Ainett Stephens, la sesta Aída Yéspica, la settima Pino Campagna e l'ottava e ultima puntata Elenoire Casalegno. Nelle ultime tre puntate di questa edizione, per la prima volta nella storia di trasmissioni di questo tipo, sono stati scelti una partitura e un artista classici per la sigla finale: il Chiaro di luna di Beethoven nella particolarissima esecuzione del pianista Nazzareno Carusi in riva al mare di Marina di Ravenna. A fine stagione, il programma viene cancellato dal palinsesto di Italia 1.
Nell'estate 2010 ne è stato prodotto uno spin-off, curato da Mario Giordano e Giovanni Toti, ex direttori di Studio Aperto, cambiando formula e trasformando il suo nome in Mitici '80, prodotto dallo stesso Studio Aperto insieme a News Mediaset. Il programma, basato sulla comparazione degli anni ottanta con il periodo contemporaneo, è stato condotto da Sabrina Salerno con la collaborazione, per la realizzazione di alcuni servizi, di Melita Toniolo e Raffaella Fico.
Il programma è tornato in onda nella stagione 2013-2014 con il nome di Lucignolo 2.0 ed è andato in onda in diretta la domenica per la prima volta alle 21:30, in prima serata. Novità di questa edizione sono Miki e Fabrizio Pisu, quest'ultimo già attore per le reti Mediaset e youtuber all'interno del canale che porta il suo stesso nome. Ogni settimana, in collegamento in diretta da una piazza, Fabrizio Pisu metterà in scena una sorta di flash mob. Inoltre, un inviato trascorrerà 24 ore nelle principali piazze italiane, per fare la cronaca, in presa diretta, di tutto ciò che accade.Il programma dalla puntata successiva è ricorso a semplici aggiustamenti: al posto della storica voce di Maurizio Trombini, è stata scelta la conduzione affidata a Enrico Ruggeri e Marco Berry. Dalla settima puntata Melita Toniolo rientra come inviata del programma.
La sigla della trasmissione è "All Sparks" del gruppo britannico Editors.

## Ascolti

### Stagione 2013-2014
| Puntata | Messa in onda              | Telespettatori | share |
| ------- | -------------------------- | -------------- | ----- |
| 1       | 13 ottobre 2013            | 915.000        | 4,97% |
| 2       | 20 ottobre 2013            | 1.277.000      | 5,28% |
| 3       | 27 ottobre 2013            | 1.341.000      | 5,95% |
| 4       | 3 novembre 2013            | 1.459.000      | 7,04% |
| 5       | 10 novembre 2013           | 1.369.000      | 6,48% |
| 6       | 17 novembre 2013           | 1.622.000      | 8,51% |
| 7       | 24 novembre 2013           | 1.483.000      | 7,43% |
| 8       | 1º dicembre 2013           | 1.825.000      | 8,76% |
| 9       | 8 dicembre 2013            | 1.344.000      | 6,57% |
| 10      | 12 gennaio 2014            | 1.364.000      | 6,26% |
| 11      | 19 gennaio 2014            | 1.443.000      | 6,68% |
| 12      | 26 gennaio 2014            | 1.563.000      | 7,10% |
| 13      | 2 febbraio 2014            | 1.360.000      | 5,83% |
| 14      | 9 febbraio 2014            | 1.370.000      | 6,21% |
| 15      | 16 febbraio 2014           | 1.188.000      | 5,70% |
| 16      | 23 febbraio 2014           | 1.257.000      | 5,84% |
| 17      | 2 marzo 2014               | 1.106.000      | 5,01% |
| 18      | 9 marzo 2014               | 1.226.000      | 5,90% |
| 19      | 16 marzo 2014              | 1.037.000      | 5,31% |
| 20      | 23 marzo 2014              | 1.059.000      | 4,59% |
| 21      | 30 marzo 2014              | 1.127.000      | 5,39% |
| 22      | 6 aprile 2014              | 965.000        | 4,86% |
| 23      | 13 aprile 2014             | 991.000        | 4,89% |
| 24      | 27 aprile 2014             | 1.227.000      | 5,93% |
| 25      | 11 maggio 2014 (Il Meglio) | 1.004.000      | 5,18% |
|         | Media                      | ..             | 6,06% |

## Altre informazioni

### Parodie
Nell'edizione 2007/2008 di Quelli che il calcio una parodia di Lucignolo (ribattezzato "Cugignolo") viene fatta da Albertino di Radio Deejay ma non è la prima in assoluto perché ne esiste una già fatta da Fabio Alisei de Lo Zoo di 105, chiamata "Scrocchignolo". Un'altra parodia, chiamata "Cirignolo", è stata realizzata dal programma comico Super Ciro.

### Mercato legato aLucignolo

#### Videogiochi
- 2008: Lucignolo per PC

### Premi e riconoscimenti
Il programma ha ricevuto due candidature al Telegatto (nel 2004 come miglior talk show e nel 2006 come miglior trasmissione di informazione e approfondimento).
Ricevette due TeleRatti (nel 2007 come peggior trasmissione di informazione e approfondimento e nel 2009 come peggior programma di informazione e cultura).